# Гаглоев, Евгений Фронтикович
Евгений Фронтикович Гаглоев (р. 20 октября 1978, Аксуек, КазССР) — писатель, известный книгами для подростков на русском языке. Получил техническое образование, работал на автомобильном заводе, в книжном магазине.

## Биография
Авторский дебют Евгения состоялся в восемнадцатилетнем возрасте, в качестве автора сценариев для коротких комиксов в газетах города Новоуральск. Автор работал под псевдонимом «Latinos». Затем Евгений начал писать большие материалы — очерки и рецензии на фильмы и сериалы. В журнале «Мир фантастики» на протяжении нескольких месяцев вёл рубрику «Что посмотреть».
Со временем, определившись с жанром, написал дебютный роман «Наследник оборотня», но долгое время ни в какое издательство его не брали.
Но в 2011 году роман вышел в свет, а в 2012 вышло его продолжение. В этом же году его рукопись «Зерцалия. Иллюзион» выиграла конкурс издательства «Росмэн» и опубликовалась там. Всего в серии 7 книг и трилогия под названием «Зерцалия. Наследники». Общий тираж серии более 500 тыс. экземпляров.
В 2014 году в редакции Mainstream издательства АСТ вышли романы «Аграфена и Братство говорящих котов» и «Афанасий Никитин и легенда о четырёх колдунах» — первые книги новых подростковых серий. Принесла успех молодому автору и книга «Академия Пандемониум. Королевский зодиак», написанная в жанре подросткового мистического детектива.
В 2015 году вышла первая часть серии «Пардус», переработанной серии «Кошачий глаз». Росмэн опубликовало цикл полностью.
В 2017 году в издательстве «Росмэн» вышла первая книга новой серии «Пандемониум», которая является переизданием цикла «Королевский Зодиак». В серии было заявлено двенадцать книг, каждая из которых привязана к определённому знаку Зодиака. В книгах серии Евгений Гаглоев продолжил рассказывать истории, действие которых происходит в мире «Пардуса» и «Зерцалии». Цикл выходил на протяжении пяти лет, а в сентябре 2022 года фанаты получили 13 книгу-сюрприз, события которой рассказывают о жизни героев после основных приключений. Право на экранизацию первой книги серии «Пандемониум» приобрела московская «Студия Ред Карпет», но никаких новостей о начавшихся работах нет.
В последующие годы вышли новые циклы и серии, а совокупный тираж всех книг этого автора превысил 900000 экземпляров.
В 2024 году Евгений анонсировал два новых цикла - "Дарина разрушительница заклятий", а также первую часть новой трилогии "Имя мне - Тьма". В том же году начал свою работу сайт "Полуночный экспресс" по книгам Гаглоева

### Романы
Серия «Аграфена»
- Аграфена и Братство говорящих котов (2014)
- Аграфена и Пророчество мятежной колдуньи (2014)
- Аграфена и тайна Королевского госпиталя (2018)

Серия «Афанасий Никитин»
- Афанасий Никитин и Легенда о четырёх колдунах (Афанасий Никитин. Тёмное наследие) (2014)
- Афанасий Никитин и гробница Повелителя ящериц (Афанасий Никитин. Повелитель ящериц) (2016)
- Афанасий Никитин и Лабиринт Создателя механизмов (Афанасий Никитин и Создатель механизмов) (2017)
- Афанасий Никитин и загадка Шигирского идола (2023)

Серия «Королевский зодиак»
- Академия Пандемониум и Королевский зодиак (2014)
- Королевский зодиак. Опасные игры (2016)

Серия «Кошачий глаз»
- Кошачий глаз. Наследник оборотня (2011)
- Кошачий глаз. Идущий сквозь огонь (2012)

Серия «Небо в алмазах»
- Интриганки (2013)
- Наследницы (2013)
- Соперницы (2013)
- Хищницы (2013)

Серия «Хрустальный дворец»
- Мастер игры (2020)
- Роковое наследство (2020)
- Высокие звезды (2020)
- Королева красоты (2021)
- Искупление в огне (2021)

### Повести
Серия «Приключения енотов-инопланетян»
- Кефир, Гавриш и Рикошет, или Приключения енотов-инопланетян (2016)
- Кефир, Гавриш и Рикошет. Шанхайский сувенир (2017)
- Кефир, Гавриш и Рикошет. Возвращение Крысиной королевы (2018)

Серия «Кефир, Гаврош и Рикошет»
- Дело о пропавшей бабушке (2024)
- Тайна пушистого грабителя (2024)
- Рубин, колдунья и кексы со шпротами (2025)

Серия «Охотники за древностями» (Охотники за мифами)
- Магия Сехмет (2020)
- Шкатулка из замка теней (2023)
- Тайна призрачного поезда (2023)
- Замок Франкенштейн (2023)
- Проклятие древней гробницы (2024)
- Монстр из старой крепости (2024)
- Поместье зловещих оборотней (2025)

### Цикл «Мир Санкт-Эринбурга»
Серия «Зерцалия»
- Иллюзион (2013)
- Трианон (2013)
- Центурион (2013)
- Тетрагон (2014)
- Скорпион (2014)
- Пантеон (2015)
- Армагеддон (2015)

Серия «Зерцалия. Наследники»
- Власть огня (2016)
- Отражение зла (2017)
- Сердце дракона (2017)

Серия «Пардус»
- Бегущий в ночи (2015)
- Повелевающая огнём (2015)
- Спящая во льдах (2016)
- Сотрясающий землю (2016)
- Восставшая из пепла (2016)
- Присягнувшие тьме (2017)
- Пробудившие мрак (2017)
- Жаждущие мести (2017)
- Посеявший бурю (2018)

Серия «Пандемониум»
- Город тёмных секретов (27.10.2017)
- Верховная Мать Змей (22.03.2018)
- Кодекс Вещих Сестер (29.06.2018)
- Букет Увядших Орхидей (04.10.2018)
- Ларец, Полный Тьмы (29.12.2018)
- Силуэт в разбитом зеркале (01.04.2019)
- Время тёмных охотников (24.08.2019)
- Дом у Змеиного озера (10.10.2019)
- Восход багровой ночи (29.12.2019)
- Герои забытых легенд (19.03.2020)
- Галерея кукол и костей (2021)
- Орден Огненного дракона (2021)
- Тьма в твоих глазах (2022)

Серия «Арканум»
- Корабль из прошлого (2020)
- Алтарь Горгоны (2021)
- Заклинатели чудовищ (2022)

Серия «Авангард»
- Клинок пери (2022)
- Багровая графиня (2023)
- Тёмный Наследник (2023)

Серия «Чернокнижец»
- Ледяной кокон смерти (2023)
- Зеркальные врата теней (2023)
- Огненное проклятье демона (2024)

Серия «Дарина — разрушительница заклятий»
- Тайна кошачьего братства (2024)
- Ключ к древнему пророчеству (2024)
- Призраки мрачного ущелья (2025)

Серия «Мароголеана»
- Имя мне Тьма (2024)
- Имя мне Гнев (2025)

## Награды
2013 год
- Медаль «Н.В. Гоголь», 2013
- Книга года: выбирают дети, 2013 // Лучшие книги российских авторов. 3-е место (первые 2 книги цикла "Зерцалия")
- Книга года: выбирают дети, 2013 // Выбор детей 7‒9 класса. 3-е место (первые 2 книги цикла "Зерцалия")

2016 год
- Аэлита, 2016 // Мемориальная премия «Орден Добра и Света» имени И.А.Соколова

2018 год
- РосКон, 2018 // Приз «Алиса» за "Пардус"

2021 год
- Золотое перо Москвы, 2021 // Фантастика и фэнтези. Золотое перо